# جان بریثیت
جان بریثیت (John Breathitt) (زادهٔ ۹ سپتامبر سال ۱۷۸۶ درگذشتهٔ ۲۱ فوریه سال ۱۸۳۴)، یازدهمین فرماندار ایالت کنتاکی بود. او اولین دموکراتی بود که به این مقام رسید و دومین فرماندار کنتاکی بود که در این مقام درگذشت. اندکی پس از مرگ او، شهرستان بریثیت، کنتاکی تشکیل و به افتخار او نام‌گذاری گردید.
در اوایل جوانی، بریثیت به عنوان معاون نقشه‌بردار در قلمروی ایلینوی منصوب شد. او پس بازگشت به کنتاکی، در یک مدرسه روستایی مشغول تدریس گردید. بریثیت زیر نظر قاضی کالب والاس رشته حقوق را فرا گرفت («خواندن») و از طریق سرمایه‌گذاری، ثروت کافی برای امرار معیشت کسب کرد. در سال ۱۸۱۱، بریثیت برای اولین دوره از دوره‌های مجلس نمایندگان ایالت کنتاکی انتخاب شد. او در سال ۱۸۲۸، نامزد دموکرات‌ها برای مقام معاون فرماندار بود. اگرچه معاون وی، ویلیام تی. باری، انتخابات مقام فرماندار را به توماس متکالف باخت، بریثیت بر رقیب خود برای تصاحب مقام معاونت پیروز شد.
وی در دوران تصدیش به عنوان معاون فرماندار، یکی از نامزدهای بود که برای جانشینی جان روآن، سنای ایالات متحده پیشنهاد شد. مجمع عمومی بر سر این انتصاب به بن‌بست رسید و کرسی تا دور بعدی مجلس خالی باقی ماند. در انتخابات بعدی سال ۱۸۳۲، بریثیت از جانب حزب دموکرات برای مقام فرماندار نامزد گردید. بریثیت برنده انتخابات شد، اما جیمز ترنر مورهد، نامزد ویگ‌ها معاون بریثیت برای معاونت فرمانداری را شکست داد. در ابتدا، بریثیت به دلیل محکوم کردن علنی دکترین ابطال جان سی. کالهون از محبوبیت برخوردار بود، اما او در سیاست‌های ایالتی مبارزه کرد، زیرا ویگ‌ها مجلس قانون‌گذاری را کنترل می‌کردند. او در ۲۱ فوریه سال ۱۸۳۴ بر اثر بیماری سل درگذشت.

## اوایل زندگی
جان بریثیت در ۹ سپتامبر سال ۱۷۸۶ در نزدیکی نیو لندن، شهرستان هنری ویرجینیا چشم به جهان کشود. وی پسر بزرگ ویلیام و الیزابت (وتست) بریثیت از میان پنج پسر و چهار دختر آنها بود. ویلیام بریثیت از اسکاتلند به مریلند مهاجرت و سپس ساکن ویرجینیا شد. الیزابت انگلیس تبار بود.
بعدها دو برادر کوچکتر بریثیت نیز پا به عرصه سیاست گذاشتند. جورج بریثیت به عنوان منشی خاص رئیس‌جمهور اندریو جاکسون و جیمز بریثیت به عنوان وکیل مشترک‌المنافع برای ایالت کنتاکی ایفای وظیفه نمودند.
جین بریثیت، خواهر آنها با جان ساپینگتون از نشویل، تنسی ازدواج کرد و این زوج در سال ۱۸۱۷ به قلمروی میسوری مرکزی نقل مکان کردند. ساپینگتون در آنجا کسب و کارش را توسعه داد و سپس زمین و بردگان را تصاحب و از لحاظ سیاسی در شهرستان سالین نفوذ کرد. اما او به دلیل اختراع یک داروی اختصاصی در سطح ملی به شهرت رسید: قرص کینین برای درمان مالاریا و تب‌های دیگر که در دره‌های میسوری و می‌سی‌سی‌پی شایع بودند. او این قرص‌ها را تولید و به فروش می‌رساند که به پُرفروش ترین‌های ملی تبدیل شد. دو تن از دامادهای ساپینگتون و همچنین یکی از نوه‌های او و جین فرماندار میسوری شدند.
بریثیت در خانه و چندین مدرسه دولتی در ایالت خود تحصیل کرد. در سال ۱۸۰۰ خانواده او به شهرستان لوگان، ایالت کنتاکی نقل مکان نمودند، جاییکه او توانست به تحصیلاتش ادامه دهد. وی در اوایل جوانی به عنوان معاون نقشه‌بردار در قلمروی ایلینوی منصوب شد. او به کنتاکی بازگشت و در یک مدرسه روستایی مشغول تدریس گردید. وی عایدات خود را در خرید زمین سرمایه‌گذاری کرد و به سرعت به اندازه‌ای کافی ثروت جمع نمود که بتواند چندین سال او را بسنده باشد. او حقوق را زیر نظر قاضی کالب والاس فراگرفت «خواند». وی در سال ۱۸۱۰ در انجمن راسلویل، کنتاکی پذیرفته شد و کارش را از آنجا شروع کرد.
در سال ۱۸۱۲، بریثیت با کارولین ویتاکر از شهرستان لوگان ازدواج کرد که ثمره ازدواج شان یک دختر و یک پسر بود. پس از مرگ کارولین، بریثیت با سوزان ام. هریس از شهرستان چسترفیلد، ویرجینیا ازدواج کرد. بریثیت از همسر دومش نیز یک دختر داشت. اگرچه بریثیت در سن ۴۷ سالگی درگذشت، اما از هر دو همسرش بیشتر زندگی کرد.

## حرفه سیاسی
در سال ۱۸۱۱ بریثیت به عنوان نماینده شهرستان لوگان، ایالت کنتاکی در مجلس نمایندگان انتخاب و تا سال ۱۸۱۵ هرسال مجدداً به این صندلی راه یافت. در سال ۱۸۲۸ دموکرات‌ها ویلیام تی. باری را به عنوان نامزد خود برای مقام فرمانداری انتخاب کردند. در ابتدا، آنها مقام معاون فرماندار را به قاضی جان پی. اولدهام پیشنهاد کردند، اما وی نپذیرفت و بریثیت به جای او انتخاب شد. بری انتخابات را به توماس متکالف جمهوری‌خواه ملی باخت، اما بریثیت با گرفتن بیش از ۱۰۰۰ رأی، بر جوزف آر. آندروود، معاون متکالف پیروز شد.

بریثیت به عنوان معاون فرماندار، ایجاد مدارس عمومی را در ایالت گسترش داد. در ماه دسامبر سال ۱۸۲۹، وی به عنوان رئیس انجمن آموزشی کنتاکی انتخاب گردید که مأموریت اعلام شده آن 
«ارتقاء و اشاعه آموزش مردمی از طریق نشر اطلاعات، با بهره‌گیری از منبر و مطبوعات و با ایراد سخنرانی‌های عمومی در این زمینه، در روز چهارم ژوئیه و در محله‌های مختلف همجوار و از طریق سایر ابزارهای عملی بود.»
در سال ۱۸۳۳، بریثیت رئیس انجمن مشترک مدارس کنتاکی شد.
او یکی از نامزدهای بود که در سال ۱۸۳۱، برای جانشینی جان روآن به مجمع عمومی، مجلس سنای ایالات متحده معرفی گردید. او ۶۶ رأی از ۱۳۷ رأی را به دست آورد که ۳ رأی برای کسب اکثریت کمتر بود. دیگر نامزدهای ناموفق شامل جان جی. کریتن دن (۶۸ رأی)، ریچارد منتور جانسون (۶۴ رأی) و چارلز ای. ویکلیف (۴۹ رأی) بودند. پس از ۱۵ بار رأی‌گیری، مجمع نتوانست نامزدی را انتخاب کند، در نهایت موضوع را به جلسه بعدی موکول کردند. در آن جلسه، مجمع هنری کلی را برای پُر کردن صندلی مذکور انتخاب کردند.

## کتابشناسی
- Acts of the General Assembly of the Commonwealth of Kentucky, Passed By Kentucky. Kentucky General Assembly. 1872. Retrieved 2009-01-25.
- Collins, Lewis; James, J.A.; James, U.P. (1847). History of Kentucky. Retrieved 2007-11-28.
- Cramer, Clayton E. (1999). Concealed Weapon Laws of the Early Republic: Dueling, Southern Violence, and Moral Reform. Greenwood Publishing Group. ISBN 0-275-96615-1. Retrieved 2009-01-25.
- Harrison, Lowell H. (1992).  Kleber, John E. (ed.). The Kentucky Encyclopedia. Associate editors: Thomas D. Clark, Lowell H. Harrison, and James C. Klotter. Lexington, Kentucky: The University Press of Kentucky. ISBN 0-8131-1772-0.
- "Kentucky Governor John Breathitt". National Governors Association. Archived from the original on January 3, 2010. Retrieved 2007-11-28.
- Kerr, Charles; William Elsey Connelley; Ellis Merton Coulter (1922). History of Kentucky. American Historical Society. Retrieved 2009-01-25.
- Levin, H. (1897). Lawyers and Lawmakers of Kentucky. Chicago, Illinois: Lewis Publishing Company. Retrieved 2007-11-28.
- Little, Lucius P. (1887). Ben Hardin: His Times and Contemporaries, with Selections from His Speeches. Courier-journal job printing company. Retrieved 2009-01-25.
- Mathias, Frank F. (2004).  Lowell H. Harrison (ed.). Kentucky's Governors. The University Press of Kentucky. ISBN 0-8131-2326-7.
- Powell, Robert A. (1976). Kentucky Governors. Danville, Kentucky: Bluegrass Printing Company. ASIN B0006CPOVM. OCLC 2690774.
- Smith, John David; Thomas H. Appleton; Charles Pierce Roland (1997). A Mythic Land Apart: Reassessing Southerners and Their History. Greenwood Publishing Group. ISBN 0-313-29304-X. Retrieved 2009-01-25.